# George Charles Grey
Pour les articles homonymes, voir George Grey (homonymie), Grey et Charles Grey.
George Charles Grey, né le 2 décembre 1918 et tué à la guerre le 30 juillet 1944, est un homme politique britannique. Député à la Chambre des communes de 1941 jusqu'à sa mort trois ans plus tard, il est le « bébé de la Chambre ».

## Biographie
Fils de militaire, il est éduqué à Durnford School (en), école préparatoire sur l'île de Purbeck dans le comté du Dorset dans le sud de l'Angleterre, réputée pour la rudesse du traitement infligé aux écoliers, puis est admis en 1932 comme pensionnaire au prestigieux collège de Winchester, public school dans le Hampshire. Il affiche fièrement ses couleurs libérales, minoritaires dans ces écoles, et se destine à une carrière en politique, mais laissera par ailleurs l'image d'un élève « discret et pensif ». En 1937, à l'issue de sa scolarité, il étudie un an à l'université Humboldt de Berlin, puis devient en 1938 étudiant au Hertford College de l'université d'Oxford, et est membre de la société de débat Oxford Union,.
Cette même année, il rejoint le régiment d'infanterie des Grenadier Guards comme réserviste, tout en poursuivant ses études. Lorsque débute la Seconde Guerre mondiale il est envoyé au front et participe à la bataille de France. Il est présent à l'évacuation de Dunkerque et rejoint le Royaume-Uni. En octobre 1940 il est posté à Londres dans le 4e bataillon de ce régiment, et affecté à la défense de la ville et à l'aide aux autorités civiles face au Blitz, la campagne allemande de bombardements systématiques de la capitale. Diplômé de licence à Oxford à l'été 1941, il est choisi comme candidat du Parti libéral pour l'élection législative partielle dans la circonscription de Berwick-upon-Tweed en août. Bien que les libéraux n'aient ravi cette circonscription que de justesse aux conservateurs aux élections de 1935, l'accord d'union nationale entre les principaux partis durant la guerre fait que ni les conservateurs, ni les travaillistes ne présentent de candidat contre George Grey. Seul candidat, il est ainsi déclaré élu sans que n'ait lieu de scrutin. À l'âge de 22 ans, il devient le « bébé de la Chambre » (le plus jeune député en exercice),,.
Lors de sa première allocution à la Chambre des communes, en décembre 1941, il souligne que le Royaume-Uni est le seul pays du Commonwealth à n'avoir pas encore légiféré pour établir une pension aux anciens combattants en prévision de la fin de la guerre. Il appelle le gouvernement à prendre exemple sur le Canada et l'Australie, et rassurer les soldats qu'à leur retour au pays après la guerre ils ne seront pas « laissés de côté, comme tant de centaines de milliers l'ont été après la dernière guerre ». L'année suivante il prend la parole en faveur d'une revalorisation des pensions de vieillesse. En 1943, il s'exprime à la Chambre pour soutenir les recommandations du rapport Beveridge, et notamment la création d'un système de sécurité sociale pour que la société d'après-guerre soit une société meilleure. Il est décrit comme un parlementaire « clair et énergique » dans ses propos,.
En 1943 le 4e bataillon des Grenadier Guards est équipé de chars Churchill, devenant un bataillon blindé, et les soldats suivent une formation à l'utilisation de ces chars d'infanterie. George Grey est promu capitaine. En février 1944, lors d'une allocution à la Chambre des communes, il exprime sa vision du rôle que le Royaume-Uni devrait avoir dans le monde de l'après-guerre : une grande puissance qui soutiendrait et accompagnerait la mise en œuvre des idéaux progressistes pour lesquels les résistants se battent dans les nations européennes occupées par les nazis. En mai 1944, il appelle à ce que soit reconnu formellement le Gouvernement provisoire de la République française, en vue de forger d'étroites relations de coopération entre le Royaume-Uni et la France, ainsi qu'avec les autres nations d'Europe continentale, après la guerre,.
Fin juillet 1944, le 4e bataillon blindé des Grenadier Guards débarque en Normandie dans le cadre de l'opération Bluecoat, participant à la libération de la France. Leur première tâche est de capturer aux Allemands le village de Sept-Vents. À la tête d'une compagnie de ce bataillon, le capitaine George Grey est tué d'une balle dans la tête par un sniper allemand durant la première demi-heure des combats, le matin du 30 juillet, à l'âge de 25 ans. Le bataillon britannique libère rapidement le village et ses environs, et George Grey est inhumé là où il est mort, sur le bord de route à travers bois à 2 km du village de Livry. Sa famille et la population locale demandent et obtiennent que sa sépulture ne soit pas déplacée par la suite, et elle est aujourd'hui connue sous le nom de « monument Grey » ou « sépulture isolée de Livry ». Sa mort entraîne une élection partielle dans sa circonscription, remportée par le candidat libéral William Beveridge, l'auteur du rapport préconisant la sécurité sociale. Après la guerre, ce rapport Beveridge constituera le fondement d'une politique d'État-providence,,,.
George Grey est l'un des cinquante-six parlementaires britanniques morts à la Seconde Guerre mondiale et commémorés par un vitrail au palais de Westminster.